# Torneo WTA de Los Ángeles

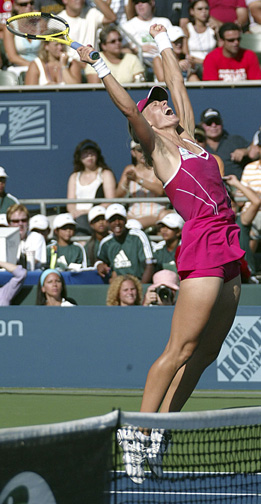
La tenista Elena Dementieva, ganando una Master Series en Los Ángeles, CA.

El Torneo de Los Ángeles (oficialmente denominado LA Women's Tennis Championships presented by Herbalife) fue un torneo de tenis femenino de la WTA que se realizaba en Carson, un suburbio de Los Ángeles, California. El torneo pertenecía a la categoría Premier (hasta el año 2008 era catalogado como Tier II) y se jugaba sobre canchas duras al aire libre. Este torneo formaba parte del US Open Series.
El torneo inaugural se llevó a cabo en Long Beach, California en 1971. En 1973, fue trasladado a Los Ángeles. Luego permaneció fuera del calendario de la WTA por tres años (1974-1976) cuando el WTA Tour Championships fue disputado en Los Ángeles. El torneo se juego en canchas techadas hasta 1983, cuando se cambió por canchas duras al aire libre en Manhattan Beach. Después de 20 años allí, el evento fue reubicado en Carson en 2003.
En 2009, AEG y USTA decidieron vender el torneo a Octagon, quien movió el evento a Carlsbad (California), California. Fue renombrado como The Mercury Insurance Open.

## Campeonas

### Individuales
| 1971                        | Billie Jean King                | Rosemary Casals                 | 6-1, 6-2                        |                                 |                                 |
| 1972                        | Rosemary Casals                 | Françoise Durr                  | 6-2, 6-7, 6-3                   |                                 |                                 |
| Los Ángeles, California     |                                 |                                 |                                 |                                 |                                 |
| 1973                        | Margaret Court                  | Nancy Richey Gunter             | 7-5, 6-7, 7-5                   |                                 |                                 |
| 1974–76                     | No realizado                    | No realizado                    | No realizado                    | No realizado                    |                                 |
| 1977                        | Chris Evert                     | Martina Navrátilová             | 6-2, 2-6, 6-1                   |                                 |                                 |
| 1978                        | Martina Navrátilová             | Rosemary Casals                 | 6-3, 6-2                        |                                 |                                 |
| 1979                        | Chris Evert                     | Martina Navrátilová             | 6-3, 6-4                        |                                 |                                 |
| 1980                        | Martina Navrátilová             | Tracy Austin                    | 6-2, 6-0                        |                                 |                                 |
| 1981                        | Martina Navrátilová             | Andrea Jaeger                   | 6-4, 6-0                        |                                 |                                 |
| 1982                        | Mima Jaušovec                   | Sylvia Hanika                   | 6-2, 7-6(4)                     |                                 |                                 |
| 1983                        | Martina Navratilova             | Chris Evert                     | 6-1, 6-3                        |                                 |                                 |
| 1984                        | Chris Evert                     | Wendy Turnbull                  | 6-2, 6-3                        |                                 |                                 |
| 1985                        | Claudia Kohde-Kilsch            | Pam Shriver                     | 6-2, 6-4                        |                                 |                                 |
| 1986                        | Martina Navratilova             | Chris Evert                     | 7-6(5), 6-3                     |                                 |                                 |
| 1987                        | Steffi Graf                     | Chris Evert                     | 6-3, 6-4                        |                                 |                                 |
| 1988                        | Chris Evert                     | Gabriela Sabatini               | 2-6, 6-1, 6-1                   |                                 |                                 |
| Manhattan Beach, California |                                 |                                 |                                 |                                 |                                 |
| 1989                        | Martina Navratilova             | Gabriela Sabatini               | 6-0, 6-2                        |                                 |                                 |
| 1990                        | Monica Seles                    | Martina Navratilova             | 6-4, 3-6, 7-6(6)                |                                 |                                 |
| 1991                        | Monica Seles                    | Kimiko Date                     | 6-3, 6-1                        |                                 |                                 |
| 1992                        | Martina Navratilova             | Monica Seles                    | 6-4, 6-2                        |                                 |                                 |
| 1993                        | Martina Navratilova             | Arantxa Sánchez Vicario         | 7-5, 7-6(4)                     |                                 |                                 |
| 1994                        | Amy Frazier                     | Ann Grossman                    | 6-1, 6-3                        |                                 |                                 |
| 1995                        | Conchita Martínez               | Chanda Rubin                    | 4-6, 6-1, 6-3                   |                                 |                                 |
| 1996                        | Lindsay Davenport               | Anke Huber                      | 6-2, 6-3                        |                                 |                                 |
| Los Ángeles, California     |                                 |                                 |                                 |                                 |                                 |
| 1997                        | Monica Seles                    | Lindsay Davenport               | 5-7, 7-5, 6-4                   |                                 |                                 |
| 1998                        | Lindsay Davenport               | Martina Hingis                  | 4-6, 6-4, 6-3                   |                                 |                                 |
| 1999                        | Serena Williams                 | Julie Halard-Decugis            | 6-1, 6-4                        |                                 |                                 |
| 2000                        | Serena Williams                 | Lindsay Davenport               | 4-6, 6-4, 7-6(1)                |                                 |                                 |
| Manhattan Beach, California |                                 |                                 |                                 |                                 |                                 |
| 2001                        | Lindsay Davenport               | Monica Seles                    | 6-3, 7-5                        |                                 |                                 |
| Los Ángeles, California     |                                 |                                 |                                 |                                 |                                 |
| 2002                        | Chanda Rubin                    | Lindsay Davenport               | 5-7, 7-6(5), 6-3                |                                 |                                 |
| 2003                        | Kim Clijsters                   | Lindsay Davenport               | 6-1, 3-6, 6-1                   |                                 |                                 |
| 2004                        | Lindsay Davenport               | Serena Williams                 | 6-1, 6-3                        |                                 |                                 |
| 2005                        | Kim Clijsters                   | Daniela Hantuchová              | 6-4, 6-1                        |                                 |                                 |
| 2006                        | Elena Dementieva                | Jelena Janković                 | 6-3, 4-6, 6-4                   |                                 |                                 |
| 2007                        | Ana Ivanović                    | Nadia Petrova                   | 7-5, 6-4                        |                                 |                                 |
| 2008                        | Dinara Sáfina                   | Flavia Pennetta                 | 6-4, 6-2                        |                                 |                                 |
| 2009                        | Flavia Pennetta                 | Samantha Stosur                 | 6-4, 6-3                        |                                 |                                 |
| 2010                        | No realizado movido a San Diego | No realizado movido a San Diego | No realizado movido a San Diego | No realizado movido a San Diego | No realizado movido a San Diego |

### Dobles
| 1971                        | Rosemary Casals Billie Jean King                 | Françoise Durr Ann Haydon Jones            | 7-5, 6-3                        |                                 |                                 |
| 1972                        | Rosemary Casals Virginia Wade                    | Helen Gourlay Karen Krantzcke              | 6-4, 5-7, 7-5                   |                                 |                                 |
| Los Ángeles, California     |                                                  |                                            |                                 |                                 |                                 |
| 1973                        | Rosemary Casals Julie Heldman                    | Margaret Court Lesley Hunt                 | W/O                             |                                 |                                 |
| 1974–76                     | No realizado                                     | No realizado                               | No realizado                    | No realizado                    |                                 |
| 1977                        | Rosemary Casals Chris Evert                      | Martina Navrátilová Betty Stöve            | 6-2, 6-4                        |                                 |                                 |
| 1978                        | Betty Stöve Virginia Wade                        | Greer Stevens Pam Teeguarden               | 6-3, 6-2                        |                                 |                                 |
| 1979                        | Rosemary Casals Chris Evert                      | Martina Navrátilová Anne Smith             | 6-4, 1-6, 6-3                   |                                 |                                 |
| 1980                        | Rosemary Casals Martina Navrátilová              | Kathy Jordan Anne Smith                    | 7-6, 6-2                        |                                 |                                 |
| 1981                        | Sue Barker Ann Kiyomura                          | Marita Redondo Peanut Louie                | 6-1, 4-6, 6-1                   |                                 |                                 |
| 1982                        | Kathy Jordan Anne Smith                          | Barbara Potter Sharon Walsh                | 6-3, 7-5                        |                                 |                                 |
| 1983                        | Martina Navrátilová Pam Shriver                  | Betsy Nagelsen Virginia Ruzici             | 6-1, 6-0                        |                                 |                                 |
| 1984                        | Chris Evert Lloyd Wendy Turnbull                 | Bettina Bunge Eva Pfaff                    | 6-2, 6-4                        |                                 |                                 |
| 1985                        | Claudia Kohde-Kilsch Helena Suková               | Hana Mandlíková Wendy Turnbull             | 6-4, 6-2                        |                                 |                                 |
| 1986                        | Martina Navrátilová Pam Shriver                  | Claudia Kohde-Kilsch Helena Suková         | 6-4, 6-3                        |                                 |                                 |
| 1987                        | Martina Navrátilová Pam Shriver                  | Zina Garrison Lori McNeil                  | 6-3, 6-4                        |                                 |                                 |
| 1988                        | Patty Fendick Jill Hetherington                  | Gigi Fernández Robin White                 | 7-6(2), 5-7, 6-4                |                                 |                                 |
| Manhattan Beach, California |                                                  |                                            |                                 |                                 |                                 |
| 1989                        | Martina Navrátilová Wendy Turnbull               | Claudia Kohde-Kilsch Mary Joe Fernández    | 5-2 ret.                        |                                 |                                 |
| 1990                        | Gigi Fernández Jana Novotná                      | Mercedes Paz Gabriela Sabatini             | 6-3, 4-6, 6-4                   |                                 |                                 |
| 1991                        | Larisa Savchenko Natalia Zvereva                 | Gretchen Rush Magers Robin White           | 6-1, 2-6, 6-2                   |                                 |                                 |
| 1992                        | Arantxa Sánchez Vicario Helena Suková            | Zina Garrison Pam Shriver                  | 6-4, 6-2                        |                                 |                                 |
| 1993                        | Arantxa Sánchez Vicario Helena Suková            | Gigi Fernández Natalia Zvereva             | 7-6(3), 6-3                     |                                 |                                 |
| 1994                        | Julie Halard Nathalie Tauziat                    | Jana Novotná Lisa Raymond                  | 6-1, 0-6, 6-1                   |                                 |                                 |
| 1995                        | Gigi Fernández Natasha Zvereva                   | Gabriela Sabatini Larisa Savchenko Neiland | 7-5, 6-7(2), 7-5                |                                 |                                 |
| 1996                        | Lindsay Davenport Natasha Zvereva                | Amy Frazier Kimberly Po                    | 6-1, 6-4                        |                                 |                                 |
| Los Ángeles, California     |                                                  |                                            |                                 |                                 |                                 |
| 1997                        | Yayuk Basuki Caroline Vis                        | Larisa Savchenko Neiland Helena Suková     | 7-6(7), 6-3                     |                                 |                                 |
| 1998                        | Martina Hingis Natasha Zvereva                   | Tamarine Tanasugarn Elena Tatarkova        | 6-4, 6-2                        |                                 |                                 |
| 1999                        | Arantxa Sánchez Vicario Larisa Savchenko Neiland | Lisa Raymond Rennae Stubbs                 | 6-2, 6-7(5), 6-0                |                                 |                                 |
| 2000                        | Els Callens Dominique Monami Van Roost           | Kimberly Po Anne-Gaëlle Sidot              | 6-2, 7-5                        |                                 |                                 |
| Manhattan Beach, California |                                                  |                                            |                                 |                                 |                                 |
| 2001                        | Kimberly Po-Messerli Nathalie Tauziat            | Nicole Arendt Caroline Vis                 | 6-3, 7-5                        |                                 |                                 |
| Los Ángeles, California     |                                                  |                                            |                                 |                                 |                                 |
| 2002                        | Kim Clijsters Jelena Dokić                       | Daniela Hantuchová Ai Sugiyama             | 6-2, 6-3                        |                                 |                                 |
| 2003                        | Mary Pierce Rennae Stubbs                        | Elena Bovina Els Callens                   | 6-3, 6-3                        |                                 |                                 |
| 2004                        | Nadia Petrova Meghann Shaughnessy                | Conchita Martínez Virginia Ruano Pascual   | 6-7(2), 6-4, 6-3                |                                 |                                 |
| 2005                        | Elena Dementieva Flavia Pennetta                 | Angela Haynes Bethanie Mattek              | 6-2, 6-4                        |                                 |                                 |
| 2006                        | Virginia Ruano Pascual Paola Suárez              | Daniela Hantuchová Ai Sugiyama             | 6-3, 6-4                        |                                 |                                 |
| 2007                        | Kveta Peschke Rennae Stubbs                      | Alicia Molik Mara Santangelo               | 6-0, 6-1                        |                                 |                                 |
| 2008                        | Chan Yung-jan Chia-jung Chuang                   | Eva Hrdinová Vladimíra Uhlírová            | 2-6, 7-5, 10-4                  |                                 |                                 |
| 2009                        | Chia-jung Chuang Zi Yan                          | Maria Kirilenko Agnieszka Radwanska        | 6-0, 4-6, 10-7                  |                                 |                                 |
| 2010                        | No realizada movido a San Diego                  | No realizada movido a San Diego            | No realizada movido a San Diego | No realizada movido a San Diego | No realizada movido a San Diego |